# Cheiro
 (novembre 2023).
Si vous disposez d'ouvrages ou d'articles de référence ou si vous connaissez des sites web de qualité traitant du thème abordé ici, merci de compléter l'article en donnant les références utiles à sa vérifiabilité et en les liant à la section « Notes et références ».
William John Warner, dit Cheiro ou comte Hamon, né en novembre 1866 et mort en octobre 1936, est un médium chiromancien.

## Biographie
Né en Irlande, sa famille immigre en Angleterre. A son arrivée à Londres, il rencontre Greg Dawson[Qui ?] qui l'initie à gagner sa vie  par des et en autres à lire dans les lignes de la main et à interroger les étoiles. Il lui conseille  de se choisir une identité plus distinguée et se fit donc appeler "Louis Hamon" puis par la suite, il s'attribua un titre de noblesse correspondant: "Comte Louis Hamon".
Afin de bâtir sa réputation auprès de la petite bourgeoisie londonienne, il prétend que ses dons de divination se sont révélés à la suite d'un voyage en Égypte où il acquiert une main tranchée et momifiée d’une princesse égyptienne ayant des pouvoirs magiques. Lors d’une prémonition, il lui fut révélé que le mot « Kheir » voulait dire main en grec ; c’est ainsi qu’il adopta le surnom de Cheiro. Il s’installa à Londres, puis aux États-Unis où il rencontre de nombreuses personnalités politiques et intellectuelles :  Oscar Wilde, W. T. Stead, le tsar Nicolas II, les rois Edouard VII d’Angleterre et Léopold II de Belgique, ainsi que Raspoutine et Herbert Kitchener furent ses clients. Au cours des années 1920, Cheiro a travaillé en étroite collaboration avec Richard Harold Naylor, astrologue crédité pour avoir inventé la colonne d'horoscope dans les journaux, qui l'a assisté dans la création de plusieurs de ses livres d'astrologie.
En 1927, il publia un livre de prédictions pour le monde entier incluant le début de la Seconde Guerre mondiale, le retour des Juifs en Palestine et la progression du communisme. Après une vaine tentative pour devenir scénariste à Hollywood, Cheiro dirigea une école de métaphysique jusqu’à sa mort.

## Œuvres
- Cheiro's memoirs; the reminiscences of a society palmist, including interviews with King Edward the Seventh, W.E. Gladstone, C.S. Parnell ... and others, Philadelphia, J.B. Lippincott Co.; London, W. Rider & Son, 1912.
- Confessions of a modern seer, London : Jarrold, 1937.
- Cheiro's book of the hand, London : The Record Press, 1893.
- Language of the Hand: A Complete Practical Work on the Sciences of Cheirognomy and Cheiromacy Containing the System and Experience of Cheiro, Arc Books, 1968.
- If We Only Knew, and Other Poems, F. Tennyson Neely, 1895.
- The Book of Fate and Fortune, Numerology and Astrology.